# Gestió lògica de volums
En l'emmagatzematge informàtic, la gestió de volums lògics o LVM proporciona un mètode d'assignació d'espai en dispositius d'emmagatzematge massiu que és més flexible que els esquemes de particions convencionals per emmagatzemar volums. En particular, un gestor de volums pot concatenar, agrupar o combinar particions (o bloquejar dispositius en general) en particions virtuals més grans que els administradors poden canviar la mida o moure, potencialment sense interrompre l'ús del sistema.
La gestió del volum representa només una de les moltes formes de virtualització d'emmagatzematge; la seva implementació té lloc en una capa de la pila de controladors de dispositiu d'un sistema operatiu (SO) (a diferència dels dispositius d'emmagatzematge o en una xarxa).

Linux Logical Volume Manager (LVM) v1

## Disseny
La majoria de les implementacions de gestor de volum comparteixen el mateix disseny bàsic. Comencen amb volums físics (PV), que poden ser discs durs, particions de disc dur o números d'unitats lògiques (LUN) d'un dispositiu d'emmagatzematge extern. La gestió del volum tracta cada PV com a compost d'una seqüència de fragments anomenades extensions físiques (PE). Alguns gestors de volums (com els d'HP-UX i Linux) tenen PE d'una mida uniforme; altres (com el de Veritas) tenen PE de mida variable que es poden dividir i fusionar a voluntat.
Normalment, els PE simplement mapegen un a un a extens lògics (LE). Amb la rèplica, diversos PE es mapegen a cada LE. Aquests PE s'extreuen d'un grup de volums físics (PVG), un conjunt de PV de la mateixa mida que actuen de manera similar als discs durs en una matriu RAID1. Els PVG solen estar disposats de manera que resideixin en diferents discos o busos de dades per obtenir la màxima redundància.
El sistema agrupa els LE en un grup de volums (VG). Aleshores, els LE agrupats es poden concatenar en particions de disc virtual anomenades volums lògics o LV. Els sistemes poden utilitzar LV com a dispositius de blocs en brut igual que les particions de disc: creant-hi sistemes de fitxers muntables o utilitzant-los com a emmagatzematge d'intercanvi.
Els LV en ratlles assignen cada LE successiu d'un PV diferent; depenent de la mida de la LE, això pot millorar el rendiment en lectures seqüencials grans fent servir el rendiment de lectura combinat de múltiples PV.

## Conceptes
Un volum híbrid és qualsevol volum que de manera intencionada i opaca fa ús de dos volums físics separats. Per exemple, una càrrega de treball pot consistir en cerques aleatòries, de manera que es pot utilitzar un SSD per emmagatzemar permanentment dades utilitzades amb freqüència o escrites recentment, mentre que s'utilitzen suports magnètics rotatius de major capacitat per a l'emmagatzematge a llarg termini de dades rarament necessàries. A Linux, es pot utilitzar bcache o dm-cache per a aquest propòsit, mentre que Fusion Drive es pot utilitzar al sistema operatiu OS X. ZFS també implementa aquesta funcionalitat a nivell del sistema de fitxers, ja que permet als administradors configurar la memòria cau de lectura/escriptura multinivell.
Alguns gestors de volums també implementen instantànies aplicant còpia sobre escriptura a cada LE. En aquest esquema, el gestor de volums copiarà el LE a una taula de còpia en escriptura just abans de ser escrit. Això conserva una versió antiga del LV, la instantània, que es pot reconstruir posteriorment superposant la taula de còpia sobre escriptura a sobre del LV actual. A menys que la gestió del volum admeti tant el subministrament prim com el descart, un cop s'ha escrit un LE al volum d'origen, s'emmagatzema permanentment al volum de la instantània. Si el volum de la instantània s'ha fet més petit que el seu origen, que és una pràctica habitual, això pot fer que la instantània no sigui operativa.